# Maelstrom (Marvel Comics)
Maelstrom es un personaje ficticio que aparece en los cómics estadounidenses publicados por Marvel Comics.

## Historial de publicaciones
Maelstrom aparece por primera vez en Marvel Two-in-One # 71 (enero de 1981) y fue creado por Mark Gruenwald, Ralph Macchio y Ron Wilson.

## Biografía ficticia
Maelstrom es el hijo de Phaeder, un científico inhumano desterrado de su ciudad de Attilan por intentar la clonación para aumentar la población inhumana. Phaeder luego vive entre los Deviants y se crio con una mujer Deviant llamada Morga que dio a luz a Maelstrom. Con la tutoría de su padre, Maelstrom se convirtió en un genetista brillante. Después de que su padre queda incapacitado en un experimento, Maelstrom jura vengarse de la raza Inhumana y se convierte en un aspirante a conquistador. 
Maelstrom tiene el primer contacto con los metahumanos de la Tierra cuando envía a sus esbirros superpoderosos, Phobius, Gronk y Helio, a la instalación científica de la isla Hydro-Base para robar un compuesto de niebla Anti-Terrigena. Esta sustancia puede deshacer los efectos de la Niebla Terrigena y privar a los Inhumanos de sus habilidades. Los secuaces de Maelstrom, sin embargo, son derrotados por los héroes Thing y Stingray. Ellos son asistidos por dos Inhumanos, Gorgon y Karnak. Esto lleva a un encuentro con otro de los secuaces de Maelstrom - Deathurge - que mata al trío derrotado. Sr. Fantástico y el inhumano Tritón deduce que su oponente puede haberse originado en el antiguo sitio de Attilan, que era un lugar submarino.
Thing, Gorgon y Karnak viajan en submarino a la antigua ubicación y descubren una base donde posteriormente son capturados. Los héroes más tarde escapan y junto con el rey inhumano Black Bolt luchan contra Maelstrom. Los héroes mantienen a raya a Maelstrom mientras Black Bolt intercepta y desactiva un misil que lleva el compuesto de niebla anti-Terrigena que está programado para destruir Attilan. Thing debilita a Maelstrom al usar el compuesto en el villano, y los héroes escapan cuando la base se detona automáticamente. El último acto de Maelstrom es ordenar a Deathurge que lo mate.
Sin embargo, más tarde se revela que Maelstrom y sus secuaces están vivos, ya que, cortesía de la ciencia avanzada, sus mentes fueron transferidas a cuerpos nuevos y clonados. Maelstrom luego intenta desviar las energías de los Eternos, pero es frustrado por el equipo de superhéroes Los Vengadores, y después de ordenar a Deathurge que lo mate una vez más, transfiere su conciencia a un nuevo cuerpo clon. Maelstrom luego intenta detener la rotación de la Tierra y absorber la energía cinética, pero entra en conflicto con los Vengadores una vez más. El androide Visión descubre una manera de sobrecargar la fuente de energía de Maelstrom y su cuerpo se descompone y flota libre de la Tierra.
Maelstrom luego se encuentra con el Titaniano Eterno Kronos y se entera de la existencia de la entidad Oblivion. Al convertirse en el avatar de Oblivion, Maelstrom se decide a lograr el objetivo de Oblivion de no existir a escala universal. Maelstrom asume los poderes de la entidad Anomalía, convirtiéndose en la encarnación del principio abstracto de anomalía. Esto hace que Maelstrom entre en conflicto con el agente de la entidad Eon, el héroe cósmico Quasar, en el Vacío Exterior (reino del Olvido). Después de varias batallas, Quasar finalmente derrota a Maelstrom cuando lo agarran con la guardia baja y el poder de las bandas cuánticas de Quasar lo consume. Más tarde, Maelstrom es revivido por sus secuaces, pero se entera de que tenía un hijo, Ransak, que habría sido borrado de la existencia si hubiera tenido éxito. Avergonzado, se encoge hasta perderse de vista.
Finalmente, Maelstrom regresa, intentando destruir el universo creando un dispositivo conocido como Cosmic Crunch. Lucha contra los Vengadores de los Grandes Lagos, que son impotentes para detenerlo. Para estar preparado, contrata a Batroc el saltador y su brigada para que lo ayuden. Durante la batalla final, el Sr. Immortal engaña a Maelstrom para que se mate a sí mismo después de que le dice que el gran secreto del universo era la soledad eterna. Su alma es luego recogida por Portero, quien recientemente fue elegido por Oblivion como su nuevo ángel de la muerte, en sustitución de Deathurge, que fue capturado por Sr. Immortal.
Maelstrom fue encontrado más tarde por Drax el Destructor y Quasar cuando fueron asesinados y enviados al reino de Oblivion. Él tomó posesión de las Bandas Cuánticas de Phyla y las usó para alimentarla al Dragón de la Luna. Finalmente fue derrotado por Drax y Wendell Vaughn y Phyla pudo escapar del Dragón, matándolo en el proceso. Sin embargo, resulta que esto fue simplemente una artimaña de Oblivion para obtener un nuevo Avatar de la Muerte: Phyla-Vell.

## Poderes y habilidades
Maelstrom puede manipular la energía cinética y puede absorber literalmente cualquier ataque y usar la energía para sus propios fines, como la mejora de la fuerza, la proyección de energía, la creación de campos de fuerza y el cambio de tamaño. Durante un breve período, Maelstrom también poseyó las bandas cuánticas de Quasar, lo que le permitió aprovechar energía prácticamente ilimitada de la "zona cuántica" de otras dimensiones. Maelstrom también ganó "conciencia cósmica" después de robar el secreto de la entidad Eon.
Maelstrom también es un genio en las disciplinas científicas de la biología y la genética.